# The Legend of the Sky Kingdom
Pour plus de détails, voir Fiche technique et Distribution.
The Legend of the Sky Kingdom est un long métrage d'animation zimbabwéen réalisé par Roger Hawkins et sorti en 2003. C'est le premier long métrage d'animation entièrement réalisé en Afrique. Le scénario est une adaptation du roman éponyme de Phil Cunningham.

## Synopsis
Trois enfants, Blockhead, Squidge et Lucky, vivent dans une ville souterraine gouvernée par un empereur maléfique. Ils décident de s'en échapper pour s'évader dans le monde extérieur et partir à la recherche du légendaire Royaume céleste, dirigé par le prince Ariel. Pris en chasse par les hyènes de l'empereur, ils se lancent dans une longue fuite à-travers des contrées périlleuses : la Jungle du désespoir et le Désert de la désolation.

## Fiche technique
- Titre original : The Legend of the Sky Kingdom
- Réalisateur : Roger Hawkins
- Scénario : Phil Cunningham, d'après son roman
- Image : Roger Hawkins
- Montage : Roger Hawkins
- Musique originale : Andrew Baird
- Création des décors : Roger Hawkins, Minali Perera, Joe Pistorius
- Création des costumes : Minali Perera
- Directeur d'animation : Brent Dawes
- Producteur : Jacqui Cunningham
- Société de production : Sunrise Productions
- Distribution : Video Vision Entertainment (tous supports)
- Pays :  Zimbabwe
- Langue : anglais
- Durée : 73 minutes
- Date de sortie : octobre 2003 (Festival international du film de Durban)[2]

## Production
Le film est entièrement réalisé au Zimbabwe. Il est filmé en animation image par image, à l'aide de marionnettes fabriquées avec des matériaux de récupération (bois, métal, fil de fer, plastique, etc.) : Sunrise Productions parle de junkmation (« animation de rebuts ») pour qualifier ce style d'animation.

## Récompense
En 2004, le film reçoit un Don Quijote Award « Mention spéciale » au Festival international de films pour l'enfance et la jeunesse de Lucas.